# Magnum Photos
Magnum Photos je međunarodna fotografska agencija u vlasništvu vlastitih članova (fotografa), s uredima u New Yorku, Parizu, Londonu i Tokiju. Prema suosnivaču Cartier-Bressonu, "Magnum je zajednica misli, zajedničke ljudske kvalitete, znatiželje o tome što se događa u svijetu, poštovanje prema onome što se događa i želja da se to preobrazi u vizualno"

## Utemeljenje agencije
Robert Capa, David Seymour, Henri Cartier-Bresson, George Rodger i William Vandivert, Rita Vandivert i Maria Eisner su utemeljili Magnum u Parizu 1947., prema Capinoj ideji. Seymour, Cartier-Bresson i Rodger nisu bili nazočni na sastanku. Kao odgovor na pismo u kojem ga se obavještava da je član, Rodger je napisao da mu se Magnum činio kao dobra ideja, ali "Sve je zvučalo previše bezbrižno da bi bilo istinito", kad mu je Capa rekao i "Radije sam izbacio cijelu stvar iz svojeg uma." Rita Vandivert je bila prva predsjednica i glava njujorškog ureda; Maria Eisner je bila na čelu pariškog ureda. Plan je bio da Rodger preuzme Afriku i Srednji istok, Cartier-Bresson južnu i istočnu Aziju, Seymour i William Vandivert Europu i SAD, a Capa je bio slobodan da slijedi svoju znatiželju i događaje.
Magnum je jedna od prvih agencija koja je u vlasništvu svojih članova i koji njome upravljaju u potpunosti. Osoblje ima ulogu podrške fotografima koji zadržavaju sva autorska prava na svoj rad.
Agencija uključuje fotoreportere iz cijelog svijeta koji su pokrili mnoge povijesne događaje 20. stoljeća. Arhiva agencije uključuje fotografije koje prikazuju obiteljski život, psihoaktivne droge, religiju, rat, siromaštvo, glad, kazneno djelo, vlast i poznate osobe. Magnum In Motion je multimedijalni ogranak Magnum Photosa i nalazi se u New York Cityju.
Iako se tvrdilo da je naziv "Magnum" izabran zbog toga što su utemeljitelji agencije uvijek pili šampanjac tijekom prvih sastanaka, Russell Miller je napisao:
To su se... vjerojatno složili prisutni [na prvom sastanku] da je Magnum divno novo ime za tako odvažni novi poduhvat, znakovit zbog veličine u svojem doslovnom prijevodu s latinskog, čvrstoće u konotativnom značenju riječi pištolj i proslave u obliku šampanjca.

## Izbor novih članova
Ranih godina Magnuma fotografi su postajali članovima na osobni poziv Roberta Cape. Međutim, 1955. utemeljen je sustav članstva u tri faze koji traje i dan-danas i opisan je niže. Sve do 1953. postojao je velik broj slobodnih novinara koji su koristili Magnum, ali nisu bili članovi.
Magnumovi fotografi se susreću jednom godišnje, tijekom zadnjeg vikenda u lipnju, u New Yorku, Parizu ili Londonu, da raspravljaju o djelatnosti agencije. Jedan dan susreta je rezerviran za pregled mapa potencijalnih novih članova i glasovanje za izbor pojedinaca. Osoba kojoj je odobrena prijava poziva se da postane član-kandidat ("nominee member") Magnuma, što je kategorija članstva koja daje priliku članovima i pojedincima da se upoznaju, ali ne uključuje obvezu ni s jedne strane.
Nakon dvije godine prve faze članstva, fotograf može predočiti drugu mapu ako se želi prijaviti za suradnika ("associate membership"). Kad je prijava odobrena, fotograf prihvaća pravila agencije i koristi se njezinim objektima i reprezentacijom u svijetu. Razlika između člana-suradnika i punopravnog člana sastoji se u tome da suradnik nije direktor kompanije i nema prava glasa u donošenju korporativnih odluka. Nakon još dvije godine, suradnik koji želi postati punopravnim članom predočuje još jednu mapu radova. Jednom izabran kao punopravni član, pojedinac je član Magnuma doživotno ili sve dok to želi.

## Fotografske kolekcije
U siječnju 2010. Magnum je objavio da je kompanija MSD Capital Michaela Della kupila kolekciju od gotovo 200.000 originalnih otisaka fotografija koje su snimili Magnumovi fotografi. Time je započelo partnerstvo s centrom "Harry Ransom" na teksaškom sveučilištu u Austinu, s ciljem da se očuvaju, katalogiziraju i stvore fotografije dostupne široj javnosti. U rujnu 2013. objavljeno je da je MSD Capital donirao kolekciju centru "Ransom". Uvodni popis je dostupan istraživačima koji žele koristiti kolekciju.

## Označavanje digitalne arhive
Magnum surađuje s tvrtkom Tagasauris s ciljem da se metodom nabave iz mnoštva označi Magnumova digitalna arhiva. Projekt dopušta volonterima da dobiju rani pristup (neoznačenoj) fotografskoj arhivi te daju opisne oznake slikama.
Značajno postignuće predstavlja otkriće serije "izgubljenih" fotografija Magnumove arhive sa snimanja filma Američki grafiti. Ovo je postignuto kombinacijom ljudskog označavanja i strojne inteligencije: mnoštvo je identificiralo osobe na pojedinačnim fotografijama (npr. Georgea Lucasa, Rona Howarda, Richarda Dreyfussa i Mackenzie Phillips), a stroj je obradio podatke da otkrije što im je zajedničko. Jedan od prijedloga je bio upravo film Američki grafiti. Tagasauris je pronačao gotovo dva tuceta "izgubljenih" fotografija snimljenih na filmskom setu koji su bili dostupni (ali neotkriveni) u Magnumovom arhivu. "Kompjuteri nisu mogli identificirati ljude na fotografiji, ali ljudi nisu mogli znati kontekst."

## Popis članova
- Abbas Attar
- Christopher Anderson
- Ansel Adams
- Eve Arnold
- Olivia Arthur
- Micha Bar-Am
- Bruno Barbey
- Jonas Bendiksen
- Ian Berry
- Hiroshi Hamaya
- Werner Bischof
- Brian Brake
- Michael Christopher Brown
- René Burri
- Cornell Capa
- Robert Capa
- Henri Cartier-Bresson
- Chien-Chi Chang
- Antoine D'Agata
- Bruce Davidson
- Carl De Keyzer
- Luc Delahaye
- Raymond Depardon
- Bieke Depoorter
- Thomas Dworzak
- Nikos Economopoulos
- Elliott Erwitt
- Martine Franck
- Stuart Franklin
- Leonard Freed
- Cristina García Rodero
- Jean Gaumy
- Bruce Gilden
- Burt Glinn
- Mark Godfrey
- Jim Goldberg
- Philip Jones Griffiths
- Harry Gruyaert

- Ara Güler
- Ernst Haas
- Philippe Halsman
- Charles Harbutt
- Erich Hartmann
- David Alan Harvey
- Bob Henriques
- Tim Hetherington
- Abigail Heyman
- Thomas Hoepker
- David Hurn
- Richard Kalvar
- Josef Koudelka
- Kent Klich
- Hiroji Kubota
- Dorothea Lange
- Sergio Larraín
- Russell Lee
- Guy Le Querrec
- Erich Lessing
- Herbert List
- Paul Lowe
- Danny Lyon
- Alex Majoli
- Constantine Manos
- Mary Ellen Mark
- Peter Marlow
- Fred Mayer
- Don McCullin
- Steve McCurry
- Susan Meiselas
- Wayne F. Miller
- Inge Morath
- James Nachtwey
- Dominic Nahr
- Trent Parke
- Suzy Parker
- Martin Parr

- Paolo Pellegrin
- Gilles Peress
- Georgij Pinhasov
- Mark Power
- Raghu Rai
- Eli Reed
- Marc Riboud
- Eugene Richards
- Miguel Rio Branco
- George Rodger
- Sebastião Salgado
- Moises Saman
- Alessandra Sanguinetti
- Lise Sarfati
- Ferdinando Scianna
- Jérôme Sessini
- David Seymour
- Marilyn Silverstone
- W. Eugene Smith
- Jacob Aue Sobol
- Alec Soth
- Chris Steele-Perkins
- Dennis Stock
- Zoe Strauss
- Mikhael Subotzky
- Kryn Taconis
- Nicolas Tikhomiroff
- Larry Towell
- Ilkka Uimonen
- Burk Uzzle
- Peter van Agtmael
- William Vandivert
- John Vink
- Alex Webb
- Simon Wheatley
- Donovan Wylie
- Patrick Zachmann

## Knjige
- America in Crisis, Ridge Press, 1969., ISBN 9780030810206
- Miller, Russell: Magnum: Fifty Years at the Front Line of History, Grove Press, 1999., ISBN 0-8021-3653-2
- Boot, Chris: Magnum Stories, Phaidon Press, 2004., ISBN 0-7148-4245-1
- Our World In Focus, Trolley Books, 2004., ISBN 1-904563-22-8
- Pop Sixties, Magnum Photos, Abrams Books, 2008., ISBN 978-0-8109-9526-0
- Reading Magnum: A Visual Archive of the Modern World, ur. Steven Hoelscher, University of Texas Press, 2013., ISBN 978-0-292-74843-9